# Federazione autonoma bancari italiani
La Federazione autonoma bancari italiani, in acronimo FABI, è un'organizzazione sindacale italiana, sorta nel novembre 1948, e costituita ufficialmente a Milano il 19 dicembre dello stesso anno, a seguito della rottura intervenuta in seno alla Libera CGIL.

## Organizzazione
LA FABI è presente in tutte le regioni e province italiane. In tutto le Strutture provinciali della FABI sono 98 e si chiamano SAB (Sindacato Autonomo Bancario). 
Sono inoltre costituite una sede centrale dove ha sede la federazione e la segreteria nazionale in via Tevere 46 a Roma, e 31 sedi territoriali per la gestione - in forma associazionistica - delle attività di servizio (centri servizi FABI). 
Infine, sono operative 76 ULA (unità locali amministrative) del CAAF per lo svolgimento delle attività di assistenza fiscale, ex Legge 413/92.
La FABI è presente nella totalità delle banche italiane, esattorie, società di intermediazione mobiliare, società di servizi del credito, nonché in Banca d'Italia.

## Contrattazione
La FABI trattò e stipulò da sola nel 1949 il primo contratto collettivo nazionale di lavoro con l'Assicredito, al quale successivamente aderirono tutte le altre organizzazioni di categoria nate più tardi come ad esempio la FIBA, la FISAC e la UILCA. 
L'attività di contrattazione della FABI si svolge in ambito sia nazionale sia periferico (locale, aziendale e di gruppo bancario). 
La FABI ha sempre ricercato l'unità con gli altri sindacati, tuttavia, quando lo ha richiesto l'interesse dei lavoratori, si è mossa anche da sola.

## Affiliazioni

### Nazionali
A livello nazionale, la FABI aderisce alla Cisal.

### Internazionali
Dal 1987 la FABI è affiliata alla FIET (Fédération internationale des employés, techniciens et cadres), unitamente ai sindacati del settore credito facenti capo a CGIL/CISL/UIL. Nel 1999 la FIET è confluita nella UNI Global Union. La UNI Global Union è una federazione di settore della Confederazione europea dei sindacati (CES). 
Tramite la CES la FABI è accreditata presso l'Organizzazione internazionale del lavoro (OIT/ILO) di Ginevra.

## Iscritti
Alla FABI sono iscritti quasi 120 000 lavoratori appartenenti al settore bancario ed inquadrati nelle diverse qualifiche della categoria (dirigenti, quadri direttivi (QD), impiegati, commessi, personale ausiliario, personale subalterno e operai), come da fonti ABI, Federcasse, Pensionati ed Esodati.

## Altri enti

### Rappresentanze
Su nomina del governo la FABI è stata, per moltissimi anni, presente con gli altri sindacati anche in alcuni enti, tra i quali il Consiglio nazionale dell'economia e del lavoro (CNEL).

### Enti collegati
In seno alla FABI nel 2004 si è costituito il Sindacato nazionale autonomo promotori finanziari (SNAPROFIN), tramite cui la FABI ha iniziato a rappresentare gli operatori del settore finanziario con rapporto di lavoro parasubordinato o autonomo.
La FABI aveva costituito anche l'associazione Dipendenti azionisti bancari e assicuratori (DABA) che aggregava i lavoratori del credito e delle assicurazioni che sono azionisti delle rispettive aziende. 
Assonova, associazione consulenti finanziari abilitati all’offerta fuori sede è una associazione promossa dalla FABI che rappresenta in via esclusiva i Consulenti Finanziari iscritti all’Organismo di vigilanza e tenuta dell’albo unico dei consulenti finanziari (Ocf) allo scopo di tutelarne gli interessi professionali. Assonova si attiva per l’affermarsi della finanza sostenibile e socialmente responsabile. Le attività e i servizi per gli associati sono proposti in sinergia con le 98 sedi provinciali Fabi in tutta Italia. Al 2025 il presidente dell’Associazione è Giuliano Xausa, segretario nazionale della Fabi.

## Organo ufficiale
La FABI fin dalla sua fondazione, pubblica un periodico mensile, La Voce dei Bancari. Molte delle 17 strutture territoriali dell'organizzazione diffondono inoltre propri periodici locali, destinati agli iscritti delle rispettive giurisdizioni.

## Altre attività
Da giugno 2012 la FABI ha attivato una web TV (www.fabitv.it) che propone notiziari, rubriche, approfondimenti, servizi speciali su temi d'interesse sindacale e bancario. Il nuovo canale di comunicazione riscuote un notevole successo, non solo fra le lavoratrici e i lavoratori bancari. Il Direttore Responsabile è Lando Maria Sileoni.
La Segreteria nazionale della Fabi si avvale, dal 2018, di un gruppo di lavoro, coordinato dal Dipartimento Comunicazione & Immagine, che cura tutte le analisi e le ricerche: una attività che contempla studi, rapporti periodici, dossier e approfondimenti sui principali argomenti riguardanti sia l’attività bancaria sia, più in generale, l’economi del Paese. Grazie a un osservatorio privilegiato, con questa attività la Fabi ha esteso il suo sguardo anche su ambiti più ampi di quelli strettamente sindacali, potendo, così, occuparsi non solo di chi lavora in banca, ma anche della clientela.
Attività che hanno contribuito a far crescere i risultati nella comunicazione. Ecco qualche numero relativo al 2022: gli articoli sui quotidiani sono 1.049 (+44% rispetto al 2021), le uscite in radio 57 (+148%), i servizi e le interviste in tv 254 (+185%), gli articoli su internet 2.437 (+61%), i video pubblicati su YouTube 437 (+182%), i servizi della FabiTv 324 (+15%), le notizie su Fabi.it 507 (+50%), i follower su Linkedin 9.011 (+239%), i contatti su Facebook 571.688 (+70%).
Tante le iniziative di carattere sociale, in particolare quelle nel campo dell’educazione finanziaria, con campagne dedicate agli studenti certificate dal ministero dell’Economia e financo dall’Ocse.
Tra le varie iniziative, quella sul canale tv Class Cnbc, con la rubrica settimanale “Fabi risponde” (in onda tutti i mercoledì) dedicata all’operatività dei bancari e degli addetti ai mercati finanziari: una decina di dirigenti sindacali della Federazione autonoma bancari italiani spiegano, in pochi minuti, le novità e le norme italiane ed europee.
Dall'aprile 2011 la FABI pubblica My Generation, un bimestrale web interamente scritto da giovani under 35.
La FABI cura anche la pubblicazione periodica di una Collana Studi FABI su temi del lavoro d'interesse più generale.
La FABI ha dato vita al Centro studi sociali Pietro Desiderato che ha riunito esperti nelle varie discipline che supportano l'attività del sindacato con studi e ricerche. L'attuale presidente del centro studi è Gianfranco Amato un ex segretario nazionale della FABI.